# More (альбом No Trend)
More — четвёртый и последний студийный альбом американской ноу-вейв-группы No Trend. Альбом изначально был записан в 1987 году и должен был быть издан Touch & Go Records, однако лейбл отказал в издании, и вскоре коллектив распался. Альбом не издавался вплоть до 2001 года, до тех пор, пока Morphius Archives не приобрели права на издание этого альбома.

## История
После выпуска Tritonian Nash-Vegas Polyester Complex, No Trend записали ещё один альбом в 1987 году и передали его Touch & Go Records для издания. Однако после прослушивания лейбл посчитал, что запись «слишком странная» для издания. Коллективу не удалось найти подходящий лейбл для издания альбома и No Trend распались в 1989 году. В записи альбома приняло участие так много разных сессионных музыкантов, что группа, фактически, не смогла перечислить их всех в буклете альбома.

## Список композиций
| №  | Название                                 | Длительность |
| -- | ---------------------------------------- | ------------ |
| 1. | «Intro»                                  | 1:00         |
| 2. | «Fuzzy Dice»                             | 2:50         |
| 3. | «Sorry I Asked»                          | 4:10         |
| 4. | «Spank Me (With Your Love Monkey, Baby)» | 5:17         |
| 5. | «Last On Right, Second Row»              | 3:00         |
| 6. | «Bel-Pre Declining»                      | 2:05         |
| 7. | «No Hopus Opus»                          | 17:52        |